# Повстання Федоровича
Повстання Тараса Федоро́вича (Трясила) (березень — травень 1630) — козацьке повстання під керівництвом гетьмана нереєстрових запорізьких козаків Тараса Федоровича проти уряду Речі Посполитої.

## Причини та перебіг повстання
У березні 1630 року близько 700 козаків, виписаних з реєстру, вирушили до Запоріжжя під керівництвом Федоровича. По прибуттю до Черкас, вони заарештували гетьмана реєстрового козацтва Григорія Чорного, який вів проурядову (в історіографії помилково наголошують на "польсько-українських" протиріччях, де шляхта безумовно записувалась в "поляки", а козаків, так само бездоказово в "українців"... насправді більшість шляхти, яка виступала проти козаків, була не польського, а русинського, тобто українського, походження... при цьому зумисно ігнорують той факт, що Річ Посполита була не "польською", а багатонаціональним утворенням, де шляхетським станом володіли і поляки, і русини, і литовці, і білоруси) політику; у наслідку, його стратили. Потім козаки напали на Корсунь, нападаючи по дорозі на невеликі урядові загони і спалюючи палаци. Коли дійшло до облоги Корсуня, останні загони покинули захисників міста, перейшовши на бік нападників. У скрутному становищі урядові війська відійшли з міста, тікаючи у бік Києва. Корсунь було здобуто штурмом 4 квітня. До повстання приєдналася велика кількість козацтва з лівого та правого берегу Дніпра, а чисельність повстанців досягла 35-40 тисяч.
Незабаром вірні урядові підрозділи, що тікали, об'єднались з військами коронного стражника Самуїла Ляща, каштеляна Станіслава Потоцького, також гетьмана Станіслава Конєцпольського. У травні 1630 року об'єднана  армія Речі Посполитої переправилася в Києві через Дніпро та атакувала козаків. В той час головні козацькі сили на чолі з Федоровичем сконцентрувались навколо Переяслава, де було створено укріплений табір. 17 травня під Переяслав дістались урядові війська на чолі з Конєцпольським і розпочали облогу, яка тривала 3 тижні.
Під час облоги козаки досягли чималих успіхів. Вночі проти 2 червня відбулась так звана «Тарасова ніч», описана Тарасом Шевченком в однойменній поезії. Це була нічна вилазка козаків до табору супротивника. Легенда говорить про понад 1000 убитих, де їм вдалося задати великі й болючі втрати супротивникові.
Основною причиною повстання було неналежне ставлення Речі Посполитої до проблеми визнання статусу козаків. Як засвідчують джерела, Й. Борецький і інші представники духівництва звернулися з листами до запорожців, закликаючи їх виступити на захист православ'я, бо «ляхи утискають нашу віру», «забирають церкви» тощо — що було частиною антиурядової пропаганди. Керівники повстання вперше сформулювали програму, в якій поєднувалися вимоги соціально-економічного та національно-релігійного характеру (у зверненнях до населення лунали заклики, щоб і ті, «хто був козаком, і ті, хто ним хоче бути, щоб усі прибували, вольностей козацьких заживали, віру благочестиву від замислів лядських рятували»). Також вперше керівники повстання спробували організувати повстання широких верств населення не лише півдня Київщини, а й інших українських земель.
Тож невипадково до 10000 повсталих козаків протягом квітня-початку травня приєдналися тисячі селян і міщан (у повстанському таборі під Переяславом у другій половині травня налічувалося понад 30000 осіб). У другій декаді травня 16-20-тисячне військо Речі Посполитої розпочало бої з повстанцями, що з перервами тривали три тижні. Добитися перемоги урядовим військам не вдалося. Про жорстокий характер боротьби промовляють великі втрати жовнірів. За даними польського хроніста Павла Пясецького гербу Яніна, під Переяславом їх полягло більше, «ніж за всю останню пруську війну».

## Результати повстання
У боях під Корсунем і під Переяславом повстанці розбили військо Речі Посполитої і примусили гетьмана С. Конєцпольського підписати угоду в Переяславі.
Укладення нової угоди з козацькою старшиною, яка передбачала збільшення реєстру до 8 тис. осіб і повернення до підданства покозачених селян і міщан, що зрозуміло, не могло задовольнити повстанців.

## У літературі
- 1840: поема Тараса Шевченка «Тарасова ніч».
- 1972: роман Василя Шевчука «Побратими, або Пригоди двох запорожців на суходолі, в морі та під водою».